# Lake Ripley
Lake Ripley è un census-designated place (CDP) degli Stati Uniti d'America, situato in Wisconsin, nella contea di Jefferson.